# Șenderivka, Lîpoveț
Șenderivka (în ucraineană Шендерівка) este un sat în comuna Bila din raionul Lîpoveț, regiunea Vinnița, Ucraina.

## Demografie
Componența lingvistică a localității Șenderivka
     Ucraineană (100%)
Conform recensământului din 2001, toată populația localității Șenderivka era vorbitoare de ucraineană (100%).